# Hey hi ho
"Hey hi ho" är en svensk popsång skriven av Martin Contra och Björn Frisén. Liza Öhman tävlade med låten i Melodifestivalen 1982 och slutade på tredje plats med 33 poäng.
"Hey hi ho" släpptes som singel av Öhman 1982 med en engelskspråkig version som B-sida. Låten producerades av Björn Sjöholm och spelades in i Studio Bastun. Den tog sig in på Svenska singellistan där den låg en vecka på plats 14. Den tog sig också in på Svensktoppen där den låg tio veckor mellan den 4 april och 6 juni 1982, som bäst på plats sex.
Det var SVT som valde att Liza Öhman skulle framföra låten, efter en tvist där skivbolaget propsade på Liza Öhman medan låtskrivarna ville ha rockbandet The Radio, vilka senare spelade senare in sången på en uppmärksammad dubbelsingel, där en av de andra låtarna hette I'd Do Anything to Win the Eurovision Song Contest.

## Låtlista
All text och musik av Martin Contra och Björn Frisén.
1. "Hey hi ho" (svensk version)
2. "Hey Hi Ho" (engelsk version)

## Listplaceringar
| Lista (1982) | Topplacering |
| ------------ | ------------ |
| Sverige      | 14           |